# Archidendron jiringa
Archidendron jiringa es una especie de árbol perteneciente a la familia de las fabáceas. Es originaria de Indonesia.

## Taxonomía
Archidendron jiringa fue descrita por (Jack) I.C.Nielsen  y publicado en Adansonia 19(1): 32. 1979.
Sinonimia
- Albizia jiringa (Jack) Kurz
- Albizia lucida ("ensu auct., non (Roxb.") Benth
- Feuilleea jiringa (Jack) Kuntze
- Inga bigemina ("ensu auct., non (L.") Willd.
- Inga jiringa (Jack) DC.
- Inga kaeringa (Roxb.) Voigt
- Mimosa jiringa Jack basónimo
- Mimosa kaeringa Roxb.
- Pithecellobium jiringa (Jack) Prain
- Zygia jiringa (Jack) Kosterm.[2]